# 駅までの道をおしえて
『駅までの道をおしえて』（えきまでのみちをおしえて）は、伊集院静の短編小説集。2001年から2004年にかけて講談社発行の月刊小説誌である『小説現代』掲載された8編の短編小説が収められている。2004年10月27日に単行本が講談社から、2007年3月15日に文庫本が講談社文庫から刊行された。
表題作「駅までの道をおしえて」が橋本直樹脚色・監督、新津ちせ主演で映画化され、2019年10月18日に公開された。

## 概要
愛犬を亡くした主人公の少女、サヤカと老人のフセコウタローの交流を主題としている。

## 収録作品
1. 駅までの道をおしえて（初出：『小説現代』〈講談社〉2004年9月号）
2. シカーダの夏（初出：『小説現代』〈講談社〉2004年10月号）
3. バラの木（初出：『小説現代』〈講談社〉2001年10月号）
4. 冬のけむり（初出：『小説現代』〈講談社〉2001年12月号）
5. 2ポンドの贈り物（初出：『小説現代』〈講談社〉2004年9月号）
6. 渡月橋（初出：『小説現代』〈講談社〉2002年3月号
7. 花守（初出：『小説現代』〈講談社〉2001年6月号）
8. チョウさんのカーネーション（初出：『小説現代』〈講談社〉2004年9月号）

## 書誌情報
- 単行本：2004年10月27日発売、講談社、ISBN 978-4-06-212638-0[1]
- 文庫本：2007年03月15日発売、講談社文庫、ISBN 978-4-06-275663-1[2]

## 映画
脚色・監督は橋本直樹で、2019年10月18日に全国70スクリーンで公開された。主演は新津ちせ。
中国、台湾での公開が予定されている。

### 製作
主人公・サヤカ役は2017年春から3か月間かけて一般公募によるオーディションが行われ、4次審査にまで及ぶ選考を経て、当時小学1年生だった新津ちせが選出された。新津は本作が映画初主演となる。2018年6月13日、新津ちせ主演で映画化されることが発表された。
撮影半年前からルー役の生後3か月の白い柴犬が新津家に預けられ、新津は寝起きを共にする共同生活を経て距離を縮め撮影に臨んだ。撮影は、少女の成長がリアルタイムに感じられるように、時系列に沿って季節を追いつつ1年半をかけて行われている。

### キャスト
- サヤカ：新津ちせ
- 10年後のサヤカ（モノローグ）：有村架純[10]
- フセコウタロー：笈田ヨシ[11]
- サヤカの母：坂井真紀[11]
- サヤカの父：滝藤賢一[11]
- サヤカの伯母：羽田美智子
- サヤカの伯父：マキタスポーツ
- コウイチロー：佐藤優太郎
- 看護師長：余貴美子
- 動物病院院長：柄本明
- サヤカの祖母：市毛良枝
- サヤカの祖父：塩見三省
- ルー：ルー
- ルース：ミノルカ

### スタッフ
- 原作：伊集院静 「駅までの道をおしえて」（講談社文庫刊）
- 監督・脚色：橋本直樹
- 音楽：原摩利彦
- 主題歌：コトリンゴ 「ここ」（commmons）[12]
- 挿入歌：コトリンゴ 「また会うときは」（commmons）
- 企画・製作：GUMS、ウィルコ
- 企画協力：ブレス
- 配給：キュー・テック
- 製作：映画「駅までの道をおしえて」production committee

### タイアップ
- 京浜急行電鉄[13]
- 全日本空輸[14]
- 幸楽苑[15]
- マイナビ[16]
- 日蓮宗[14]
- ベルジャポン[14]
- ブーランジェリーエリックカイザージャポン[14]
- 公益社団法人アニマル・ドネーション[14]
- 東京都トラック協会[14]
- カフェ・カンパニー & フタバフルーツ[14]